# Alexa Grasso
Karen Alexa Grasso Montes (Guadalajara, Jalisco; 9 de agosto de 1993) es una artista marcial mixta mexicana que actualmente compite en la división de peso mosca de Ultimate Fighting Championship (UFC), donde fue la Campeona Mundial de Peso Mosca de UFC. Desde el 20 de junio de 2023, está en la posición #5 del ranking libra por libra femenino de UFC.

## Carrera de artes marciales mixtas

### Inicios
Alexa Grasso hizo su debut profesional en diciembre de 2012. Durante los primeros dieciocho meses de su carrera, acumuló un récord invicto de 5 victorias (3 por TKO, 2 por decisión) y 0 derrotas.

### Invicta Fighting Championships
Después de tomar un año lejos del deporte, Grasso hizo su debut de Invicta Fighting Championships el 6 de septiembre de 2014 contra Ashley Cummins en Invicta FC 8. Ella ganó la pelea por decisión unánime.
En su segunda pelea por la promoción, Grasso enfrentó a Alida Gray el 5 de diciembre de 2014 en Invicta FC 10. Ganó la pelea por nocaut en el primer asalto.
Grasso enfrentó a Mizuki Inoue el 27 de febrero de 2015 en el evento coprincipal de Invicta FC 11. Ganó la pelea por decisión unánime y le hizo ser acreedora de su primer premio a la Pelea de la Noche.
En Invicta FC 14 el 12 de septiembre de 2015 se esperaba que Grasso desafiara a Livia Renata Souza por el título de peso paja de Invicta pero debido a una lesión se vio obligada a retirarse.

### Ultimate Fighting Championship
El 11 de agosto de 2016, se anunció que Grasso había firmado con la Ultimate Fighting Championship (UFC). Se enfrentó a Heather Jo Clark el 5 de noviembre de 2016 en The Ultimate Fighter América Latina 3 Finales: dos Anjos vs. Ferguson en la Ciudad de México. Ganó la pelea por decisión unánime.
En su siguiente pelea Grasso enfrentó a Felice Herrig el 4 de febrero de 2017 en la UFC Fight Night 104. Perdió la pelea por decisión unánime.
El 5 de agosto de 2017 Alexa enfrentó a Randa Markos en UFC Fight Night 114. Grasso no dio el peso y el combate se llevó en un peso acordad (119 lbs), venció a Markos por decisión dividida.
El 19 de mayo de 2018, enfrentó a Tatiana Suárez en UFC Fight Night 129, en Santiago, Chile. Suárez sometió a Grasso con una guillotina en el primer asalto.
Grasso enfrentó a Karolina Kowalkiewicz el 8 de junio del 2019 en UFC 238. Alexa ganó la pelea por decisión unánime.
Alexa peleó contra Carla Esparza el 21 de septiembre del 2019 en UFC on ESPN+ 17. Grasso perdió la pelea por decisión mayoritaria, pero se llevó el bono por Pelea de la Noche.
Grasso estaba programada para enfrentar a Claudia Gadelha en UFC 246. Sin embargo, el día del pesaje oficial, Alexa marcó 121.5 libras en la báscula, 5.5 libras por encima del límite de la división paja para peleas sin campeonato de por medio. La Comisión Atlética del Estado de Nevada decidió cancelar la pelea pues ningún peleador que exceda el peso límite por más de tres libras tiene autorización para combatir. Horas después de lo sucedido, Alexa se disculparía por no dar el peso y anunciaría su migración a peso mosca.
Grasso hizo su debut en peso mosca contra Ji Yeon Kim el 29 de agosto de 2020, en UFC Fight Night 175. Ganó la pelea por decisión unánime.
Grasso enfrentó a Maycee Barber el 13 de febrero de 2021, en UFC 258. Ganó la pelea por decisión unánime.
Grasso enfrentó a Joanne Wood el 26 de marzo de 2022. en UFC Fight Night 205. Ganó la pelea por sumisión en el primer asalto.

#### Campeonato Mundial de Peso Mosca Femenino de UFC
Grasso enfrentó a Valentina Shevchenko por el Campeonato Mundial de Peso Mosca Femenino de UFC el 4 de marzo de 2023, en UFC 285. Ganó la pelea y el título por sumisión en el cuarto asalto. Con esta victoria, se convirtió en la primera peleadora mexicana en ganar un título de UFC. La victoria le valió a Grasso su primer premio de Actuación de la Noche.
Grasso tuvo la primera defensa de su título en una revancha contra Valentina Shevchenko el 16 de septiembre de 2023 para UFC Fight Night 227, en lo que fue la primera edición conmemorativa de Noche UFC. La pelea terminó en un empate dividido, con Grasso reteniendo el título.
Grasso se enfrentó a Shevchenko por tercera vez el 14 de septiembre de 2024 en UFC 306. A pesar de los intentos de sumisión cercanos, perdió el campeonato por decisión unánime.

## Campeonatos y logros

### Artes marciales mixtas
- Ultimate Fighting Championship
  - Campeonato Mundial de Peso Mosca Femenino de UFC (Una vez)
  - Primera mexicana en ganar un campeonato de UFC
  - Pelea de la Noche (Una vez) vs. Carla Esparza[13]
  - Actuación de la Noche (Una vez)vs. Valentina Shevchenko[22]
  - Tercera con la mayor cantidad de golpes significativos lanzados en una pelea de 3 asaltos (369) vs. Karolina Kowalkiewicz[27]

- Invicta Fighting Championships
  - Pelea de la Noche (Una vez) vs. Mizuki Inoue
  - Actuación de la Noche (Una vez) vs. Jodie Esquibel
- MMAJunkie.com
  - Pelea del Mes de febrero de 2015 vs. Mizuki Inoue[28]

- Sherdog
  - Sumisión del Año vs. Valentina Shevchenko

- World MMA Awards
  - Peleadora del año (2023)
  - Sumisión del año (2023) contra Valentina Shevchenko en UFC 285
  - Sorpresa del año (2023) contra Valentina Shevchenko en UFC 285

- Wrestling Observer Newsletter
  - Women's MMA MVP (2023)

## Récord en artes marciales mixtas
| Récord profesional | Récord profesional | Récord profesional |
| 22 peleas          | 16 victorias       | 5 derrotas         |
| ------------------ | ------------------ | ------------------ |
| Nocaut             | 4                  | 0                  |
| Sumisión           | 2                  | 1                  |
| Decisión           | 10                 | 4                  |
| Empate             | 1                  | 1                  |

| Resultado | Récord | Oponente              | Método                            | Evento                                                              | Fecha                    | Ronda | Tiempo | Localización            | Notas                                                                    |
| --------- | ------ | --------------------- | --------------------------------- | ------------------------------------------------------------------- | ------------------------ | ----- | ------ | ----------------------- | ------------------------------------------------------------------------ |
| Derrota   | 16–5–1 | Natália Silva         | Decisión (unánime)                | UFC 315                                                             | 10 de mayo de 2025       | 3     | 5:00   | Montreal                |                                                                          |
| Derrota   | 16–4–1 | Valentina Shevchenko  | Decisión (unánime)                | UFC 306                                                             | 14 de septiembre de 2024 | 5     | 5:00   | Las Vegas, Nevada       | Perdió el Campeonato de Peso Mosca Femenino de UFC.                      |
| Empate    | 16–3–1 | Valentina Shevchenko  | Empate                            | UFC Fight Night: Grasso vs. Shevchenko 2                            | 16 de septiembre de 2023 | 5     | 5:00   | Las Vegas, Nevada       | Retuvo el Campeonato de Peso Mosca Femenino de UFC.                      |
| Victoria  | 16–3   | Valentina Shevchenko  | Sumisión (rear-naked choke)       | UFC 285                                                             | 4 de marzo de 2023       | 4     | 4:34   | Las Vegas, Nevada       | Ganó el Campeonato de Peso Mosca Femenino de UFC. Actuación de la Noche. |
| Victoria  | 15–3   | Viviane Araújo        | Decisión (unánime)                | UFC Fight Night: Grasso vs. Araújo                                  | 15 de octubre de 2022    | 5     | 5:00   | Las Vegas, Nevada       |                                                                          |
| Victoria  | 14–3   | Joanne Wood           | Sumisión (rear-naked choke)       | UFC Fight Night 205                                                 | 26 de marzo de 2022      | 1     | 3:57   | Columbus, Ohio          |                                                                          |
| Victoria  | 13–3   | Maycee Barber         | Decisión (unánime)                | UFC 258                                                             | 13 de febrero de 2021    | 3     | 5:00   | Las Vegas, Nevada       |                                                                          |
| Victoria  | 12–3   | Ji Yeon Kim           | Decisión (unánime)                | UFC Fight Night: Smith vs. Rakić                                    | 29 de agosto de 2020     | 3     | 5:00   | Las Vegas, Nevada       | Debut en peso mosca.                                                     |
| Derrota   | 11–3   | Carla Esparza         | Decisión (mayoritaria)            | UFC Fight Night: Rodríguez vs. Stephens                             | 21 de septiembre de 2019 | 3     | 5:00   | Ciudad de México        | Pelea de la Noche.                                                       |
| Victoria  | 11–2   | Karolina Kowalkiewicz | Decisión (unánime)                | UFC 238                                                             | 8 de junio de 2019       | 3     | 5:00   | Chicago, Illinois       |                                                                          |
| Derrota   | 10–2   | Tatiana Suárez        | Sumisión (rear-naked choke)       | UFC Fight Night: Maia vs. Usman                                     | 19 de mayo de 2018       | 1     | 2:45   | Santiago                |                                                                          |
| Victoria  | 10–1   | Randa Markos          | Decisión (dividida)               | UFC Fight Night: Pettis vs. Moreno                                  | 5 de agosto de 2017      | 3     | 5:00   | Ciudad de México        | Pelea en peso pactado (119 lbs).                                         |
| Derrota   | 9–1    | Felice Herrig         | Decisión (unánime)                | UFC Fight Night: Bermúdez vs. Korean Zombie                         | 4 de febrero de 2017     | 3     | 5:00   | Houston, Texas          |                                                                          |
| Victoria  | 9–0    | Heather Jo Clark      | Decisión (unánime)                | The Ultimate Fighter Latin America 3 Finale: dos Anjos vs. Ferguson | 5 de noviembre de 2016   | 3     | 5:00   | Ciudad de México        |                                                                          |
| Victoria  | 8–0    | Jodie Esquibel        | Decisión (unánime)                | Invicta FC 18: Grasso vs. Esquibel                                  | 29 de julio de 2016      | 3     | 5:00   | Kansas City, Misuri     | Actuación de la Noche.                                                   |
| Victoria  | 7–0    | Mizuki Inoue          | Decisión (unánime)                | Invicta FC 11: Cyborg vs. Tweet                                     | 27 de febrero de 2015    | 3     | 5:00   | Los Ángeles, California | Pelea de la Noche.                                                       |
| Victoria  | 6–0    | Alida Gray            | TKO (golpes al cuerpo)            | Invicta FC 10: Waterson vs. Tiburcio                                | 5 de diciembre de 2014   | 1     | 1:47   | Houston, Texas          |                                                                          |
| Victoria  | 5–0    | Ashley Cummins        | Decisión (unánime)                | Invicta FC 8: Waterson vs. Tamada                                   | 6 de septiembre de 2014  | 3     | 5:00   | Kansas City, Misuri     |                                                                          |
| Victoria  | 4–0    | Karina Rodríguez      | Decisión (unánime)                | XK 20 - Xtreme Kombat 20                                            | 31 de agosto de 2014     | 3     | 5:00   | Izcalli                 |                                                                          |
| Victoria  | 3–0    | Alejandra Álvarez     | TKO (golpes al cuerpo y rodillas) | XK 20 - Xtreme Kombat 20                                            | 31 de agosto de 2014     | 1     | 0:36   | Izcalli                 |                                                                          |
| Victoria  | 2–0    | Lupita Hernández      | KO (golpes)                       | FHC - Fight Hard Championship 3                                     | 11 de mayo de 2013       | 1     | 0:12   | Jalisco                 |                                                                          |
| Victoria  | 1–0    | Sandra del Rincón     | KO (golpes)                       | GEX - Old Jack's Fight Night                                        | 19 de diciembre de 2012  | 1     | 0:15   | Jalisco                 |                                                                          |